# Biblioteca Popolare E. Pietrocola
La Biblioteca Popolare è stata una collana economica divulgativa su temi vari, pubblicata dalla Casa Editrice E. Pietrocola di Napoli dal 1885 al 1897.

## Primo periodo: anni 1885-1886, dal n. 1 al n. 38

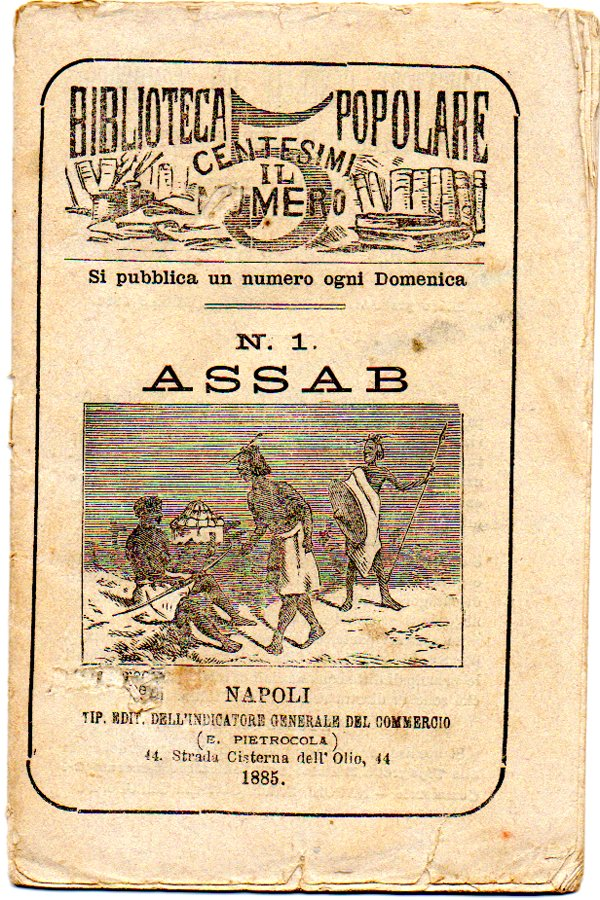
Copertina del primo numero della collana

Nel 1885 la "Tip. edit.dell'Indicatore generale del commercio (E. Pietrocola)" inizia con cadenza settimanale la pubblicazione di una serie economica di divulgazione popolare. I fascicoli sono di dimensioni 15x10 cm e hanno 32 pagine. I temi sono assai vari. Il nome dell'autore relativo a ogni numero compare alla fine del testo. Questi i titoli pubblicati:
1. De Ciutiis, Michele, Assab, Napoli, E.Pietrocola, 1885, SBN LO10736238.
2. De Ciutiis, Michele, Gli Antropofagi, Napoli, E.Pietrocola, 1885, SBN BAS0255703.
3. Meschina, Carlo E., La terra prima del diluvio, Napoli, E.Pietrocola, 1885, SBN BAS0255704.
4. Meschina, Carlo E., Bachi da seta, Napoli, E.Pietrocola, 1885, SBN BAS0255705.
5. Meschina, Carlo E., I Vulcani, Napoli, E.Pietrocola, 1885, SBN BAS0255706.
6. Muller, C., Il bramanismo, Napoli, E.Pietrocola, 1885, SBN BAS0255708.
7. Meschina, Carlo E., L'invenzione della stampa, Napoli, E.Pietrocola, 1885, SBN BA10049357.
8. De Ciutiis, Michele, Il fondo del mare, Napoli, E.Pietrocola, 1885, SBN BAS0255712.
9. Muller, R., L'italia prima del 1859, Napoli, E.Pietrocola, 1885, SBN RAV1565038.
10. Marchese, Maria, Le formiche, Napoli, E.Pietrocola, 1885, SBN NAP0238620.
11. De Ciutiis, Michele, Il magnetismo, Napoli, E.Pietrocola, 1885.
12. Ponzè,Salvatore, La schiavitù, Napoli, E.Pietrocola, 1885, SBN FOG0480945.
13. Marchese, Maria, La terra, Napoli, E.Pietrocola, 1885, SBN BAS0255717.
14. Mullere, R., L'Islamismo, Napoli, E.Pietrocola, 1885, SBN BAS0255719.
15. Cordella, Tommaso, Nani e giganti, Napoli, E.Pietrocola, 1885, SBN BAS0255730.
16. Ponzè, Salvatore, La giovane italia, Napoli, E.Pietrocola, 1885, SBN IEI0227970.
17. Meschina, Carlo E., I terremoti, Napoli, E.Pietrocola, 1885, SBN BAS0255779.
18. Cordella, Tommaso, I Microbi, Napoli, E.Pietrocola, 1885, SBN BAS0255781.
19. De Ciutiis, Michele, Il Sole, Napoli, E.Pietrocola, 1885, SBN BAS0255782.
20. Muller, M., Le forme di Governo, Napoli, E.Pietrocola, 1885, SBN BAS0255785.
21. N.Marchese, La superficie terrestre e l'uomo, Napoli, E.Pietrocola, 1885, SBN BAS0255786.
22. Salvatore Ponzé, Il socialismo, Napoli, E.Pietrocola, 1885, SBN IEI0116544.
23. De Ciutiis, Michele, Spiritismo, Napoli, 1885.
24. De Ciutiis, Michele, Viaggio al polo nord, Napoli, E.Pietrocola, 1885, SBN BAS0255787.
25. Muller, R., Rivoluzione francese, Napoli, E.Pietrocola, 1885, SBN BAS0255788.
26. Salvatore Ponzé, La Tripolitania, Napoli, E.Pietrocola, 1885, SBN BAS0255708.
27. Marchese, N., Il fuoco, Napoli, E.Pietrocola, 1885, SBN BAS0255789.
28. Marchese, Maria, Le Api, Napoli, E.Pietrocola, 1885, SBN BAS0255792.
29. De Ciutiis, Michele, I fakir dell'Indie, Napoli, E.Pietrocola, 1885, SBN RCA0735011.
30. Piccolomini, Ottavio, La parallasse, Napoli, E.Pietrocola, 1885, SBN BAS0131310.
31. Pholas, Il primo dell'anno, Napoli, E.Pietrocola, 1886, SBN BAS0131311.
32. Bey,Mah, Massauah, Napoli, E.Pietrocola, 1886, SBN BAS0131319.
33. De Ciutiis, Michele, Le razze umane, Napoli, E.Pietrocola, 1886, SBN CAG1123531.
34. De Ciutiis, Michele, Il gioco del lotto, Napoli, E.Pietrocola, 1886, SBN BAS0131383.
35. De Ciutiis, Michele, L'uomo, Napoli, E.Pietrocola, 1886, SBN BAS0131389.
36. Umbro, Arnaldo, La luna, Napoli, E.Pietrocola, 1886.

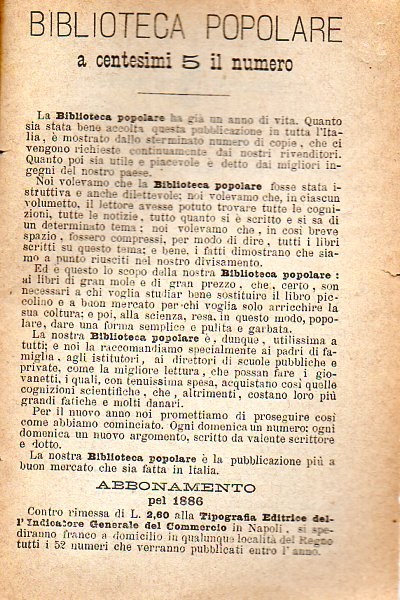
Programma della collana in terza di copertina del n. 31 (primo pubblicato nel 1886)

37. Pupino Carbonelli, Giuseppe, Omiopatia, Napoli, E.Pietrocola, 1886, SBN BAS0131435.
38. Muchat, E., I cinesi, Napoli, E.Pietrocola, 1886, SBN BAS0131436.

## Secondo periodo: anni 1896-1897, dal n. 35 al n. 59
Al primo periodo segue una pausa decennale. La casa editrice assume il nome di "Casa editrice E. Pietrocola" e la veste grafica dei fascicoli viene rinnovata; scompaiono i disegni di copertina illustranti il tema trattato come anche il vecchio logo legato a un prezzo ora raddoppiato. Le pagine aumentano da 32 a 48. Nel 1896 i numeri dal n. 35 al n. 38 vengono ripubblicati in edizione ampliata; quindi la collana proseguì la numerazione fino al n. 59 del 1897, ultimo della serie.
35. De Ciutiis, Michele, L'uomo, nuova edizione ampliata, Napoli, Casa Editrice E. Pietrocola, 1896.
36. Umbro, Arnaldo, La luna, nuova edizione ampliata, Napoli, E.Pietrocola, 1896, SBN BAS0131401.
37. Pupino Carbonelli, Giuseppe, Omiopatia, nuova edizione ampliata, Napoli, E.Pietrocola, 1897, SBN NAP0413640.
38. Muchat, E., I cinesi, Napoli, E.Pietrocola, 1896.
39. Muller, Giuseppe, Abissinia, Napoli, E.Pietrocola, 1896, SBN BAS0131436.
40. Dell'Erba, Francesco, La questione armena, Napoli, E.Pietrocola, 1896, SBN CUB0256896.
41. De Ciutiis, Michele, L'aria, Napoli, E.Pietrocola, 1896, SBN CUB0192653.
42. Dell'Erba, Francesco, L'anarchia, Napoli, E.Pietrocola, 1896, SBN CUB0256895.
43. De Ciutiis, Michele, I raggi Rongten, Napoli, E.Pietrocola, 1896, SBN CUB0192652.
44. Pholas, La jettatura, Napoli, E.Pietrocola, 1896, SBN CUB0501688.
45. Dell'Erba, Francesco, Il Montenegro, Napoli, E.Pietrocola, 1896, SBN CUB0256894.
46. Muller, Giuseppe, La massoneria, Napoli, E.Pietrocola, 1896, SBN IEI0117388.
47. Muller, Giuseppe, Pregiudizi e superstizioni, Napoli, E.Pietrocola, 1896, SBN CUB0474291.
48. Muller, Giuseppe, L'america avanti la scoperta, Napoli, E.Pietrocola, 1897, SBN CUB0474286.
49. Muller, Giuseppe, Il codice penale spiegato al popolo, Napoli, E.Pietrocola, 1897, SBN CUB0474283.

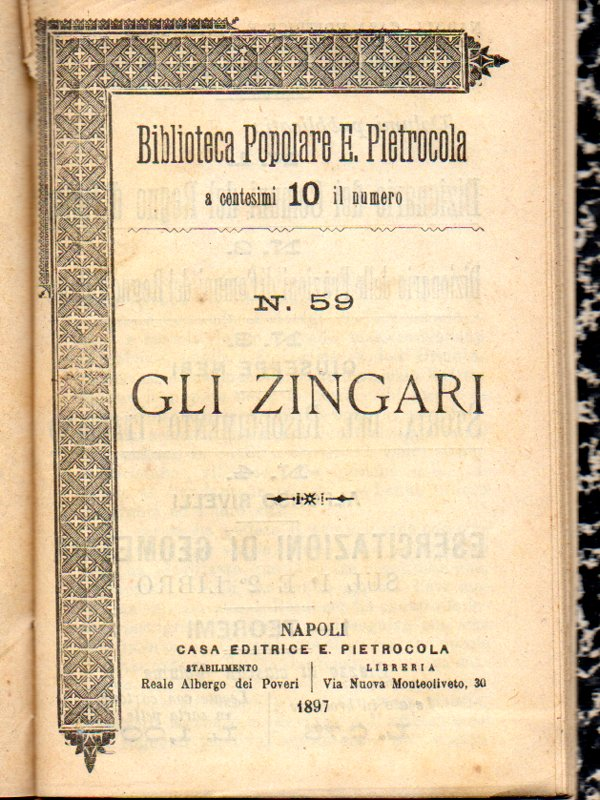
Copertina dell'ultimo numero della collana

50. Muller, Giuseppe, Il risorgimento italiano, Napoli, E.Pietrocola, 1897, SBN CUB0474285.
51. Muller, Giuseppe, L'israelismo, Napoli, E.Pietrocola, 1897, SBN CUB0474287.
52. Dell'Erba, Francesco, I Dervisci, Napoli, E.Pietrocola, 1897, SBN CUB0256893.
53. Muller, Giuseppe, La peste bubbonica, Napoli, E.Pietrocola, 1897, SBN CUB0474290.
54. Dell'Erba, Francesco, Candia, Napoli, E.Pietrocola, 1897, SBN CUB0256892.
55. Muller, Giuseppe, Il feudalesimo, Napoli, E.Pietrocola, 1897, SBN CUB0474284.
56. Rivelli, Alfonso, Le comete, Napoli, E.Pietrocola, 1897, SBN CUB0554098.
57. Muller, Giuseppe, La metempsicosi, Napoli, E.Pietrocola, 1897, SBN CUB0474287.
58. Melillo, Enrico, Colombi viaggiatori, Napoli, E.Pietrocola, 1897.
59. Campanile, F., Gli Zingari, Napoli, E.Pietrocola, 1897, SBN CSA0077605.